# Jorge Iván Estrada
Jorge Iván Estrada Manjarrez (Culiacán, 16 ottobre 1983) è un ex calciatore messicano, di ruolo difensore.

## Caratteristiche tecniche
È un terzino destro.

## Palmarès

### Club

#### Competizioni nazionali
- Campionato messicano: 5

Santos Laguna: 2008 (C), 2012 (C)
Tigres UANL: Apertura 2015, Apertura 2016, Apertura 2017
- Supercopa MX: 1

Tigres UANL: 2014 (C)
- Campeon de Campeones: 2

Tigres UANL: 2016, 2017